# Ђорђе Бабић
Ђорђе Бабић (Ужице, 10. августа 2000) српски је фудбалер.

## Каријера
Родом из Чајетине, Бабић је прошао млађе категорије ужичке Слободе. Првом тиму тог клуба прикључен је пред почетак такмичарске 2017/18. у Првој лиги Србије. Свој дебитантски наступ у сениорској конкуренцији забележио је на отварању сезоне, 19. августа 2018, ушавши у игру у 78. минуту утакмице против новосадског Пролетера. Убрзо по свом уласку на терен, Бабић је асистирао Николи Нешовићу за минималну победу домаћег тима на том сусрету. Бабић је, на гостовању Бежанији у оквиру другог кола, остао на клупи за резервне играче, док је на наредне две утакмице изостављен из протокола. У састав је вратио за сусрет 5. кола, против Металца из Горњег Милановца, када је у игру ушао са клупе. Бабић је средином октобра исте године, забележио и свој први наступ у Купу Србије, ушавши у игру на полувремнену утакмице шеснаестине финала, против Борца из Чачка, на којој је Слобода поражена 1 : 2 и елиминисана из даљег такмичења. Неколико дана касније, Бабић је постигао свој први погодак у сениорској конкуренцији, у победи од 2 : 0 на гостовању Радничком у Крагујевцу. Бабић се по први пут нашао у стартној постави Слободе у 13. колу, када је одиграо свих 90 минута на утакмици против ТСЦ Бачке Тополе.
Почетком 2018, Бабић је прешао у Младост из Лучана и са тим клубом потписао стипендијски уговор у трајању од три године. Са клубом је прошао комплетан припремни период у Анталији, након чега је уступљен матичној Слободи до краја сезоне. Укључујући оба такмичења под ингеренцијама Фудбалског савеза Србије, Бабић је током своје прве сениорске сезоне забележио 25 наступа и постигао 1 гол. По повратку у Младост, лета исте године, Бабић је лиценциран за такмичење у Суперлиги Србије, али је нешто касније са групом бонус играча уступљен развојном тиму, ЛФК Младости, до краја првог дела сезоне у Западно-моравској зони. Са другом екипом Младости, Бабић је наступио у шеснаестини финала Купа Србије, када је његов тим елиминисан од суботичког Спартака. По повратку међу првотимце, почетком 2019, Бабић је прошао комплетан припремни период код тренера Ненада Миловановића. Дебитовао је против нишког Радничког на Чаиру, ушавши у игру уместо Лазара Јовановића на полувремену сусрета 26. кола Суперлиге Србије. Нешто више прилика за игру добио је у завршници наредне сезоне. Постигао је два поготка, против екипа Мачве и Рада. Током такмичарске 2020/21. наступао је у својству бонус играча. Постигао је гол у победи над Радником у Сурдулици. У фебруару 2022. уступљен је екипи Лознице. Годину дана касније прослеђен је прибојском Фапу. Лета 2023. вратио се у Чајетину, као капитен екипе Златибора.

## Репрезентација
Неколико дана по завршетку меморијалног турнира „Стеван Ћеле Вилотић“, селектор омладинске репрезентације Србије, Ненад Сакић, уврстио је Бабића на списак играча за пријатељку утакмицу против Индије. За састав је дебитовао 13. септембра 2018, ушавши у игру у другом полувремену те утакмице, на којој је Србија победила резултатом 2 : 0.

## Приватно
Фудбалер Филип Бабић је Ђорђев брат од стрица.